# 1854 en droit
Cet article présente les faits marquants de l'année 1854 en droit.

## Événements

### Mars
- 31 mars : signature de la Convention de Kanagawa, traité international entre le Japon (représenté par des membres du shogunat des Tokugawa ) et les États-Unis (représenté par le Commodore Matthew Perry), aux termes duquel le Japon ouvre certains de ses ports au commerce international. Conséquences : ce traité rend possible la signature d'un autre le 29 juillet 1858, définissant les termes de l'ouverture du Japon au commerce.

## Naissances
- 17 septembre : Alfred Léon Le Poittevin, professeur de droit français († 23 décembre 1923).